# J1 League
J1 är den högsta divisionen i den japanska proffsfotbollsligan J.League. Ligan består av 18 lag.

## Lag säsongen 2020
- Cerezo Osaka
- Consadole Sapporo
- Gamba Osaka
- Kashima Antlers
- Kashiwa Reysol
- Kawasaki Frontale
- Nagoya Grampus
- Oita Trinita
- Sagan Tosu
- Sanfrecce Hiroshima
- Shimizu S-Pulse
- Shonan Bellmare
- FC Tokyo
- Urawa Red Diamonds
- Vegalta Sendai
- Vissel Kobe
- Yokohama FC
- Yokohama F. Marinos